# Phare des îlots Fairway
Le phare des îlots Fairway  (en espagnol : faro Islote Fairway) est un phare du Chili situé sur les îlots Fairway dans le détroit de Magellan à l’entrée du canal Smyth. Il est rattaché administrativement à la région de Magallanes et de l'Antarctique chilien. La ville la plus proche est Punta Arenas. Habité, il est destiné à la navigation du Pacifique et du détroit de Magellan.

## Histoire
George Slight, désigné par le gouvernement chilien du président Montt, dessina et participa à la direction de la construction du phare qui fut inauguré le 28 mars 1920. C’est l’ingénieur Sabino López qui dirigea les travaux. À cette date, le système du feu était automatique jusqu’à la construction en 1946 de la maison du gardien. À partir de cette date, le phare est habité. 

## Description
le Phare  est une tour de 5,5 mètres de forme octogonale peinte de bandes rouges et blanches horizontalement. La maison du gardien est une maison d’un étage de 100 m2 avec 7 salles. Il émet, à une hauteur focale de 39 mètres, un éclat blanc toutes les 5 secondes. Sa portée est de 19 mille nautiques (environ 35 km).
Identifiant : ARLHS : CHI-055 - Amirauté : G1480 - NGA : 111-2320 .